# フォード・GT90
フォード・GT90はフォード・モーターが1995年に発表したコンセプトカーである。

## 概要

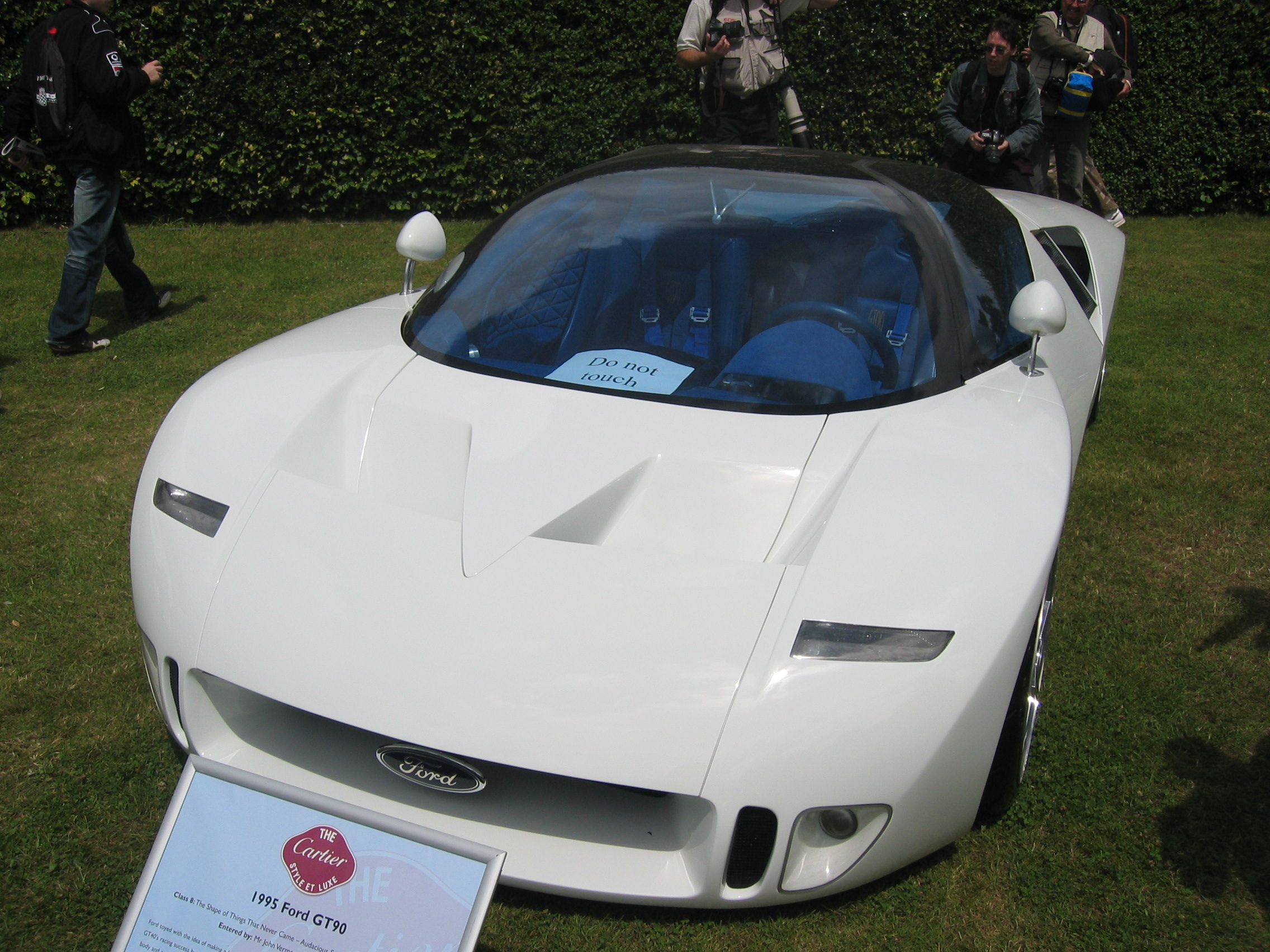
GT90

1995年1月に開催されたデトロイト・オートショー（現在の北米国際オートショー North American International Auto Show, NAIAS  
）にて「世界最強のスーパーカー」という名目で発表されたのがGT90である。GT90という名称は、1960年代にル・マン24時間レースなどで活躍したレーシングカー「フォード・GT40」の1990年代における後継車という意味合いがある。当初は市販化も視野に入れていたが、最終的には当時の首脳陣の判断により実現しなかった。

## 機構・スタイル

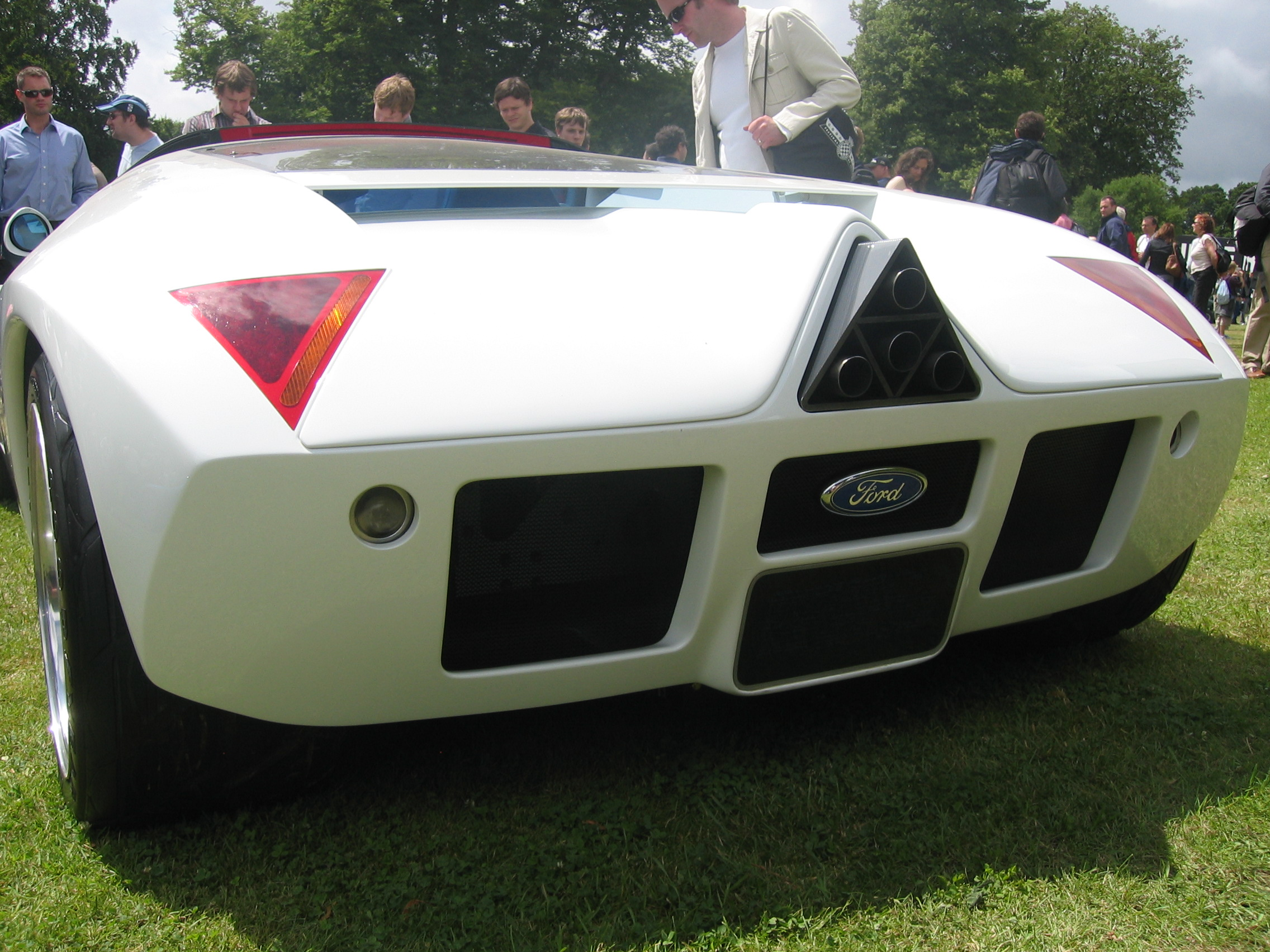
GT90・リア

エンジンは、排気量5,927ccの90度V型12気筒 48バルブDOHC。これにギャレット社製ターボチャージャーを4基装着、ミッドシップ形式で搭載し後輪を駆動する。最大出力720PS、最大トルク91.3kgmを発揮。ちなみにこのエンジンはフォード製V型8気筒エンジンから2気筒取り去ったものを2基結合させたものである。シャシーはアルミハニカムモノコック製だが、コンポーネントの多くをジャガー・XJ220から流用しており、ダブルウィッシュボーン形式のサスペンションや5速マニュアルトランスミッションなどもその1つである。ボディカウルはカーボンファイバー製である。
スタイリングはフォード社内によるもので、張りのある面と鋭角なエッジを持つ独特のもの。これは後にフォードのスタイルテーマとなるニューエッジデザインへと繋がる。また、ルーフまで回り込んだ開口部を持つドア、フロントエアダムのインテーク及びライトカバー、フロントボンネットのエアアウトレット、リアピラーに設けられたインテークなど、GT40をイメージさせるデザインが各所に見受けられる。
それに対し、逆三角形のテールレンズや三角形の開口部に設置されたマフラー、速度に応じて自動的にせり上がるリアウィングが装備されているリアエンドのデザインは独特のもので、GT40との関連は無いに等しい。